# SV Grödig
SV Grödig is een Oostenrijkse voetbalclub uit Grödig, een dorp dat grenst aan Salzburg. In 2013 promoveerde de club voor het eerst in de geschiedenis naar de Bundesliga. Drie jaar later volgde degradatie, waarna de club verkoos om uit te komen in de amateurklassen. 

## Geschiedenis
De club werd op 20 maart 1948 opgericht. Hun eerste succes bereikten ze in 1967 toen ze naar de Salzburger Landesliga promoveerden, toen derde klasse. Tien jaar later werd de club vicekampioen achter ASK Salzburg in deze liga, die op dat moment de vierde klasse was, en plaatste zich zo voor de nieuw opgerichte Alpenliga. Datzelfde jaar bereikte Grödig de tweede ronde van de beker, maar verloor daar van Grazer AK.
Hierna zakte de club volledig weg in de anonimiteit en na enkele tegenslagen belandde de club in de laagste klasse. Begin jaren 90 kon de club terugkeren naar een hoger niveau en pendelde tussen de eerste en tweede Landesliga.
Sinds 2002/03 gaat het de club voor de wind met drie kampioenentitels in vier jaar. Het was al van 1980 geleden dat de club nog in de derde klasse speelde. Na een zesde plaats in 2007 kon de club zich in 2008 tot kampioen kronen en promoveerde zo voor het eerst naar de tweede klasse. Na één seizoen moest de club alweer een stap terugzetten. Het seizoen erna promoveerde de club echter alweer naar de tweede klasse. 
In het seizoen 2012/2013 ontpopte de club zich als titelkandidaat, nadat men na de winterstop een achterstand van negen punten op Austria Lustenau goedmaakte. Vijf speeldagen voor het einde kon de dorpsclub voor het eerst in zijn bestaan promotie bewerkstelligen naar de Tipp3-Bundesliga. Door de promotie naar de hoogste klasse is de capaciteit van de Untersberg-Arena verhoogd naar 4.000 plaatsen.
Grödig hield het drie seizoenen vol op het hoogste niveau en speelde zelfs na zijn eerste seizoen een voorronde in de Europa League. Pas in 2016 degradeerde de club uit het gehucht bij Salzburg naar de Erste Liga. Voorzitter Anton Haas gaf na de degradatie echter aan dat Grödig in het seizoen 2016/2017 op het derde niveau (Regionalliga) ging spelen.  

## Eindklasseringen (grafisch) vanaf 1955
- 1955 8e
Regionalliga
- 1956 5e
Regionalliga
- 1957 8e
Regionalliga
- 1958 9e
Regionalliga
- 1959 7e
Regionalliga
- 1960 11e
Regionalliga
- 1961
Bundesliga
- 1962
Bundesliga
- 1963
Bundesliga
- 1964
Bundesliga
- 1965
Bundesliga
- 1966
Bundesliga
- 1967 1e
Landesliga
- 1968 6e
Regionalliga
- 1969 6e
Regionalliga
- 1970 3e
Regionalliga
- 1971 4e
Regionalliga
- 1972 7e
Regionalliga
- 1973 10e
Regionalliga
- 1974 1e
Regionalliga
- 1975 5e
Regionalliga
- 1976 7e
Regionalliga
- 1977 2e
Regionalliga
- 1978 12e
Regionalliga
- 1979 6e
Regionalliga
- 1980 10e
Regionalliga
- 1981
- 1982
- 1983
- 1984
- 1985
- 1986
- 1987
- 1988
- 1989
- 1990
- 1991
- 1992
- 1993
- 1994
- 1995
- 1996
- 1997
- 1998
- 1999
- 2000
- 2001
- 2002
- 2003
- 2004
- 2005
- 2006 1e
Landesliga
- 2007 6e
Regionalliga
- 2008 1e
Regionalliga
- 2009 10e
2. Liga
- 2010 1e
Regionalliga
- 2011 6e
2. Liga
- 2012 7e
2. Liga
- 2013 1e
2. Liga
- 2014 3e
Bundesliga
- 2015 8e
Bundesliga
- 2016 10e
Bundesliga
- 2017 2e
Regionalliga
- 2018 2e
Regionalliga
- 2019 10e
Regionalliga
- 2020
Regionalliga
- 2021 6e
Regionalliga

- Bundesliga
- 2. Liga
- Regionalliga
- Landesliga

De 2. Liga stond tot en met 2018 als Erste Liga bekend. 

## In Europa
#Q = #kwalificatieronde, T/U = Thuis/Uit, W = Wedstrijd, PUC = punten UEFA coëfficiënten .
Uitslagen vanuit gezichtspunt SV Grödig
| Seizoen | Competitie    | Ronde | Land              | Club                 | Totaalscore | 1e W    | 2e W    | PUC |
| ------- | ------------- | ----- | ----------------- | -------------------- | ----------- | ------- | ------- | --- |
| 2014/15 | Europa League | 2Q    | Vlag van Servië   | FK Čukarički Stankom | 5-2         | 4-0 (U) | 1-2 (T) | 2.0 |
|         |               | 3Q    | Vlag van Moldavië | FC Zimbru Chisinau   | 2-2 u       | 1-2 (T) | 1-0 (U) | 2.0 |